# Then He Juggled
Then He Juggled è un cortometraggio muto del 1913 diretto da Frank Wilson.

## Trama
Un tipo vuole emulare un giocoliere di strada ma combina un sacco di guai, rompendo la merce di un ambulante.

## Produzione
Il film fu prodotto dalla Hepworth.

## Distribuzione
Distribuito dalla Hepworth, il film - un cortometraggio di 160 metri - uscì nelle sale cinematografiche britanniche nel luglio 1913.
Si conoscono pochi dati del film che, prodotto dalla Hepworth, fu distrutto nel 1924 dallo stesso produttore, Cecil M. Hepworth. Fallito, in gravissime difficoltà finanziarie, il produttore pensò in questo modo di poter almeno recuperare il nitrato d'argento della pellicola.